# Kodagadala, Madhugiri
Kodagadala là một làng thuộc tehsil Madhugiri, huyện Tumkur, bang Karnataka, Ấn Độ.